# Philautus abditus
Philautus abditus е вид земноводно от семейство Rhacophoridae.

## Разпространение
Видът е разпространен във Виетнам.